# Palacio Matte
El Palacio Matte es un inmueble chileno ubicado en la calle Compañía de Jesús n.° 1413 esquina con hermanos Amunátegui, en la región Metropolitana de Santiago, comuna de Santiago.

## Historia
El Palacio Matte fue ordenado por el empresario Rafael Barazarte en 1876, y su construcción se realizó en un estilo Neoclásico Italiano. En 1883, se transformó en el primer edificio privado en contar con energía eléctrica en Santiago, incluso antes que el Palacio de La Moneda, sede del gobierno central. En 1892, el también empresario y político Claudio Matte adquirió la por entonces lujosa residencia, y en 1910 encargó la remodelación al arquitecto francés Hénri Grossin, creando un escritorio, un salón de música y una biblioteca, además de la unificación de los patios internos a un hall de doble altura. En 1995, mediante el decreto exento n.° 329, durante el gobierno del presidente Eduardo Frei Ruiz-Tagle, fue declarado Monumento Nacional.
Al interior del inmueble, funcionó, desde 1993 hasta 2010, la Escuela de Gobierno y Gestión Pública de la Universidad de Chile. Tras el terremoto de ese último año, quedó con graves daños, por lo que se debió mudar la escuela a la calle Moneda y posteriormente en 2017 a calle Huérfanos 1724.

## Características
El Palacio Matte es una edificación de fachada continua posicionado en una esquina, con piso de parqué y hermosos detalles de madera en sus muros.